# سياسة ضريبية
السياسة الضريبية هي الجهاز الإداري الذي اعتمد فرض وجمع الضرائب، من خلال تطبيق الرسوم الجمركية والضرائب المختلفة كلًا على حدة، من أجل تطبيق السياسة الضريبية.